# Albany, New York
Albany [ˈɔːlbənɪ] (fil) är huvudstad i den amerikanska delstaten New York. Staden hade i juli 2006 en befolkning på 93 963 invånare. 
Albany ligger i Albany County, cirka 233 kilometer norr om staden New York, vid förgreningen av Mohawk- och Hudsonfloderna. Förutom att vara säte för delstatens styre (guvernören, lagstiftande församlingen och högsta domstolen) ligger även där University of Albany, en avdelning av State University of New York, i staden. Albany är del av storstadsområdet Albany-Schenectady-Troy (även kallat Capital District eller Capital Region) som hade 1 147 850 invånare i juli 2004.

## Historia
Staden var den andra staden att grundas av européer i nuvarande USA, näst efter engelsmännens Jamestown i Virginiakolonin. 
Kolonisatörerna från Republiken Förenade Nederländerna som grundade Nya Nederländerna byggde ett fort på platsen 1614 och kallade den Fort Oranije efter ståthållaren och nationalhjälten Vilhelm I från furstehuset Nassau-Oranien. 
När engelsmännen tog över Provinsen New York 1664 ändrades namnet till Albany, till hertigens av York och Albany, sedermera kung Jakob II:s, ära. 
Efter USA:s självständighet från Storbritannien, utsågs Albany till delstaten New Yorks huvudstad 1797.
Albany växte kraftigt efter att Eriekanalen, som vattenledes förband Eriesjön (och resten av de stora sjöarna) med Hudsonfloden nedströms till New York, öppnades på 1820-talet. Innan järnvägsnätet senare under samma århundrade byggdes ut, var Eriekanalen central i möjliggörandet av USA:s expansion västerut.
Mellan 1965 och 1976 uppfördes byggnadskomplexet Empire State Plaza som har blivit stadens landmärke.
|  |  |  | En fyrkantig pergamentbit med band och sigill som hänger från nederkanten. |

## Demografiska data
(avser år 2000):
- Invånare: 95 568
  - 63,12 % vita
  - 28,14 % afroamerikaner
  - 3,26 % asiater
  - 0,04 % västindier
  - 5,59 % övriga
- Hushåll: 40 709
  - 22,0 % med hemmaboende barn under 18 år
  - 25,3 % gifta par
- Åldersfördelning:
  - 0–18 år: 20,0 %
  - 18–24 år: 19,3 %
  - 25–44 år: 29,2 %
  - 45–64 år: 18,1 %
  - över 64 år: 13,4 %
- På 100 kvinnor går det 90,6 män

## Kommunikationer

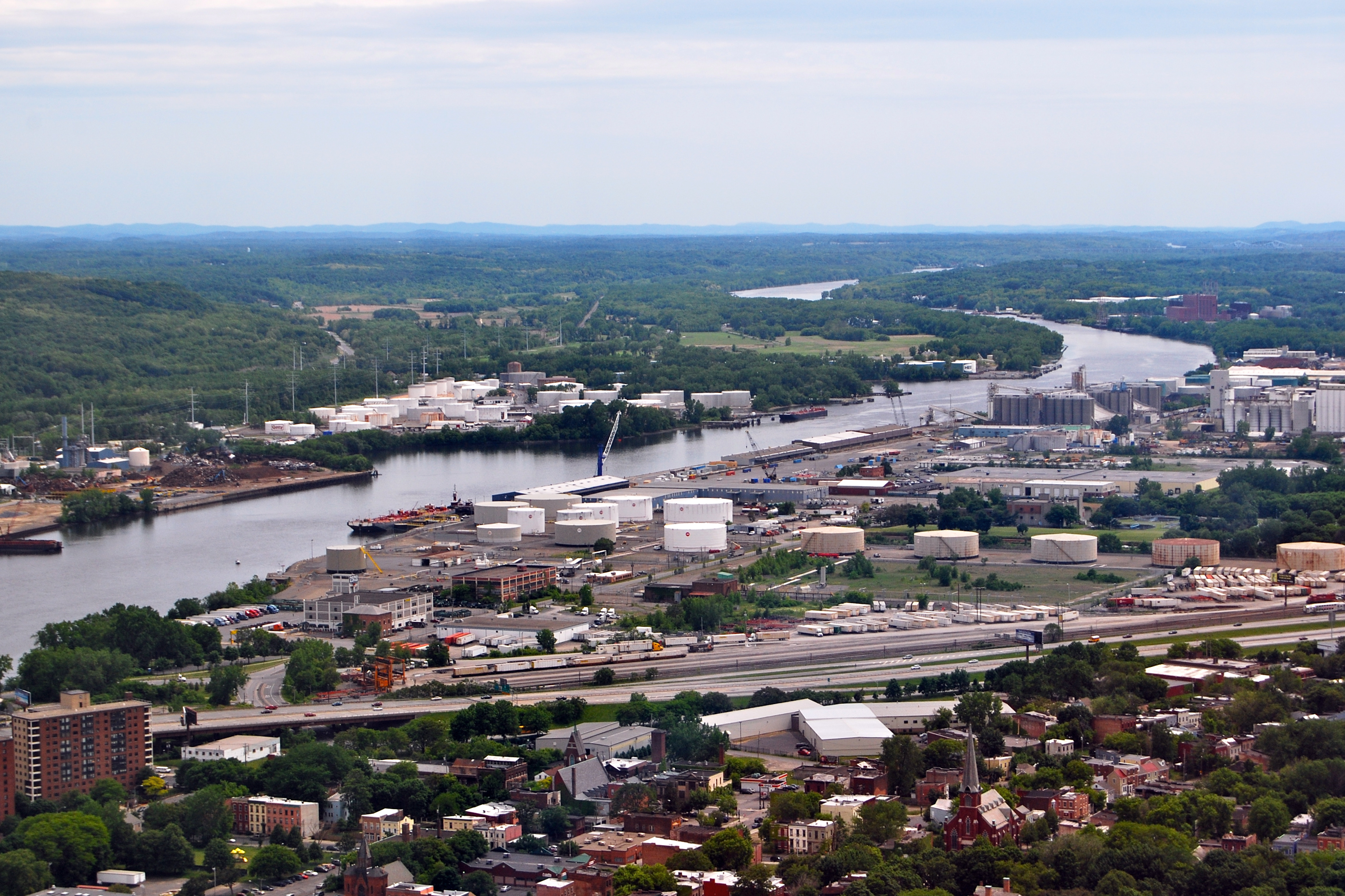
Port of Albany-Rensselaer, hamn för sjötrafik på Hudsonfloden.

Interstate 87 (I-87) går genom Albany och förbinder staden söderut med delstatens största stad, New York och norrut till gränsen mot Kanada. Strax väster om Albany delar sig Interstate 90 (I-90) i västlig riktning mot Syracuse, Rochester och Buffalo och i östlig riktning fortsätter samma väg mot Boston i Massachusetts.
Persontrafik på järnväg som trafikeras av Amtrak utgår från Albany–Rensselaer Station, som ligger 2,4 kilometer söder om stadskärnan. Albany har haft en mer centralt belägen järnvägsstation,  Albany Union Station, men den stängdes för trafik 1968 och byggnaden omvandlades på 1980-talet till huvudkontor för en bank. Byggnaden för Albany Union Station upptogs 1971 i National Register of Historic Places.
9 kilometer nordväst om Albany ligger flygplatsen Albany International Airport, som huvudsakligen trafikeras med inrikesflyg till destinationer som BWI Marshall, Chicago Midway, Chicago O'Hare, LaGuardia Airport, Newark Liberty, Washingtin Dulles och Washington National.